# Disembolus bairdi
Disembolus bairdi là một loài nhện trong họ Linyphiidae.
Loài này thuộc chi Disembolus. Disembolus bairdi được Edwards miêu tả năm 1999.